# Antonio Maria Valsalva
Antonio Maria Valsalva (Ímola, 17 de janeiro de 1666 – Bolonha, 2 de fevereiro de 1723) foi um médico e anatomista italiano. Sua principal pesquisa era a anatomia do ouvido humano. Valsalva cunhou o termo trompa de Eustáquio e descreveu os sinos aórticos, postumamente publicados.
Seu nome é associado ao antro de Valsalva no ouvido e à manobra de Valsalva, usada para testar a função circulatória. Outra estrutura anatômica associadas a ele é o músculo de Valsalva.

## Biografia
Valsalva nasceu em Ímola, em 1666. Contemporâneo de Isaac Newton e Johann Sebastian Bach, estudou ciências humanas e matemática, além de ciências naturais em uma escola jesuíta. Depois de estudar artes liberais, estudou medicina e filosofia em Bolonha. Estudou com Marcello Malpighi, conhecido como o fundador da anatomia microscópica. Valsava formou-se em medicina em 1687. Em 1705, foi indicado como professor de anatomia em Bolonha e depois foi indicado presidente da Academia de Ciências. Valsalva foi professor de Giovanni Battista Morgagni, editor de suas publicações e autor da biografia de Valsalva, publicada em 1740.
Valsalva era descrito por seus colegas como meticuloso, detalhista e um médico e cirurgião por excelência, de alta integridade científica e um homem de grande generosidade com seus alunos e amigos.

## Morte
Em 1709, ele se casou com Elena Lisi. Valsalva sofria de episódios recorrentes de bronquite, pneumonia e dor abdominal desde o começo da vida adulta. É possível que ele tenha sofrido de diabetes, uma indicação devido à sua necessidade constante de beber água. Valsalva realizava autópsias em corpos em avançado estado de decomposição, em uma época de pragas recorrentes. Microorganismos não eram conhecidos, portanto, nenhuma precaução era tomada, sendo assim bem fácil de se infectar com algum patógeno. Valsava perdeu o olfato, algo que foi útil ao realizar algumas dissecações.
Reconheceu os sintomas de um acidente vascular cerebral na forma de dislalia, o que causaria sua morte em 2 de fevereiro de 1723, em Bolonha, aos 57 anos.
Valsalva foi sepultado na igreja de San Giovanni in Monte, em Bolonha. A família doou sua coleção de espécimens anatômicos para serem usados na faculdade de medicina do Instituto de Ciências, fundado em 1711. Sua coleção incluía pulmões, coração, ainda hoje dispostos na coleção do Museu de Anatomia.

## Pesquisa
Valsava estudou e trabalhou em diversas áreas da medicina como cirurgia, anatomia, fisiologia e psiquiatria. Desde jovem ele conseguiu remover, com sucesso, um rim de um cachorro. Se opunha à cauterização para o tratamento de ferimentos e recomendava um tratamento mais humano aos pacientes com doenças mentais. Seu principal interesse era o ouvido médio e interno, incluindo os músculos da orelha e os músculos da faringe.
Valsalva descreveu e nomeou a trompa de Eustáquio, bem como a de seu músculo. Ele também mostrou a conexão entre as células mastoides e a cavidade do tímpano, observando os processos fisiológicos e patológicos no ouvido. De aure humana tractatus foi publicado em 1704, onde há uma descrição da manobra de Valsalva.
Excelente anatomista, Valsalva conduziu várias autópsias em cadáveres. Durante o século XVII, em uma época sem testes químicos e conhecimento do mecanismo de transmissão de doenças, ele às vezes provava os fluídos que encontrava nos cadáveres de forma a melhor caracterizá-los. 
| “ | O pus da gangrena não tem um gosto bom, deixando a língua com um formigamento desagradável durante a maior parte do dia. | ” |

## O dispositivo de Valsalva
O dispositivo de Valsalva é um equipamento acoplado dentro da roupa dos astronautas que permite a equalização da pressão nos ouvidos ao se realizar a manobra de Valsava dentro do capacete, sem a necessidade de usar as mãos para bloquear o nariz.